# Athlon
Athlon ([æθlən]) — мікропроцесор архітектури x86, анонсований компанією Advanced Micro Devices (AMD) 23 червня 1999 року як конкурент процесорам Intel Pentium III та націлений на ринок високопродуктивних комп'ютерів.
Ядро процесора Athlon (до анонсу процесор носив кодове найменування K7) принципово відрізняється від ядер попередніх процесорів компанії AMD. Безліч нововведень дозволила значно підняти продуктивність процесора Athlon в порівнянні з попередніми процесорами AMD, внаслідок чого на момент анонсу процесор Athlon був найпродуктивнішим процесором архітектури x86, перевершуючи свого основного конкурента — Intel Pentium III.
Протягом розвитку і розробки нових процесорів компанія AMD підтримувала торгову марку Athlon, завжди позиціонуючи його як процесор для продуктивного сегмента ринку. Так що протягом еволюції Athlon мав декілька послідовних реінкарнацій в різних поколіннях процесорів.

## Тло
Засновник і тодішній генеральний директор AMD Джеррі Сандерс наполегливо шукав стратегічні партнерства та інженерні таланти в кінці 1990-х років, бажаючи використати успіх AMD на ринку ПК із лінійкою процесорів AMD K6. Одним з основних партнерств була оголошена в 1998 році спільна із напівпровідниковим гігантом Motorola розробка напівпровідникової технології на основі міді, унаслідок якої K7 став першим комерційним процесором, який використовувати мідну технологію виготовлення. Сандерс назвав це партнерство створенням «віртуальної горили», яка дозволить AMD конкурувати з Intel по виробничій потужності, одночасно економлячи фінансові витрати AMD.
K7 спроєктовано групою інженерів на чолі з Дірком Меєром, який працював провідним інженером DEC, розробивши декілька мікропроцесорів DEC Alpha. Коли у грудні 1998 року DEC був проданий Compaq Corporation і розробка процесорів Alpha припинилася, Сандерс зміг найняти майже всю колишню команду розробників Alpha, яка приєдналася до команди розробників K6 придбаної раніше NexGen.
9 серпня 1999 року AMD випустила процесор Athlon. Максимальна частота становила 650 МГц, на 50 МГц вище за найшвидшу модель Intel Pentium III. Крім того, Pentium III 600 МГц був представлений лише наприкінці липня незадовго до випуску Athlon, мав підвищену напругу і згідно Tom's Hardware працював нестабільно. У SYSmark 98 Athlon 600 був на 10 % швидшим за Pentium III з такою самою частотою, а Athlon 650 на 17 % швидшим за Pentium III 600. У тестах з рендерингу у 3D Studio Max Athlon 600 був на 43 % швидший за Pentium III такої самої частоти.
Працюючи з компанією Motorola, AMD вдалося вдосконалити технологію мідних з'єднань до стадії виробництва приблизно на рік раніше за Intel.
Покращений процес дозволив випуск за 180-нм технологією. Зменшене тепловиділення та розмір кристала дозволили AMD виготовити процесор, що подолав бар'єр у 1 ГГц.

## Загальна інформація
Процесори Athlon для настільних комп'ютерів випускалися у двох варіантах корпусів: SECC (всі модифікації) і FCPGA (Thunderbird).
Процесор Athlon в корпусі SECC являє собою повністю закритий картридж, що містить процесорну плату з встановленим на ній ядром процесора (у всіх модифікаціях), а також мікросхемами кеш-пам'яті BSRAM (у всіх модифікаціях, крім процесорів на ядрі Thunderbird). Процесор призначений для установки у 242-контактний щілинний роз'єм Slot A.
У процесорах, заснованих на ядрах Argon, Pluto та Orion, кеш-пам'ять другого рівня працює на частоті від третини до половини частоти ядра, а в процесорах на ядрі Thunderbird — на частоті ядра.
На процесорній платі також знаходиться ножовий 40-контактний технологічний роз'єм, закритий картриджем. Роз'єм містить контакти, що відповідають за установку напруги живлення і тактової частоти. За допомогою спеціального пристрою, що підключається до процесора, можлива зміна цих параметрів.
Картридж складається з двох частин: металевої тепловідвідної пластини, що контактує з кристалом процесора і мікросхемами кеш-пам'яті (у випадку з процесорами, що мають зовнішній кеш), а також пластикового кожуха, що закриває процесорну плату і захищає встановлені на ній елементи від пошкоджень. Маркування знаходиться на верхній грані картриджа.
Процесори Athlon в корпусі типу FCPGA призначені для установки в системні плати з 462-контактним гніздовим роз'ємом Socket A і являють собою підкладку з керамічного матеріалу з встановленим на ній відкритим кристалом на лицьовій стороні і контактами на зворотному (453 контакту). Існували також процесори з органічною підкладкою, випущені обмеженою партією. На боці ядра розташовані SMD-елементи, а також контакти, що задають напругу живлення і тактову частоту (зазвичай звані містками). Контакти розташовуються групами, які мають позначення L1 — L7. Маркування нанесена на кристал процесора.
Спочатку кристал не захищався від сколів, які могли відбуватися в результаті перекосу радіатора при його неправильному встановленні некваліфікованими користувачами, проте незабаром з'явився захист від перекосів у вигляді чотирьох круглих прокладок, розташованих у кутах підкладки. Попри наявність прокладок, при неакуратній установці радіатора недосвідченими користувачами кристал все ж міг отримувати тріщини та відколи (процесори з такими ушкодженнями зазвичай називалися «колотими»). У ряді випадків процесор, що отримав істотні пошкодження кристала (відколи до 2-3 мм з кута), продовжував працювати без збоїв чи з рідкісними збоями, в той же час, процесор з незначними сколами міг повністю вийти з ладу. Найпростіший спосіб перевірки процесора на наявність сколів кристала полягав у проведенні по гранях кристала нігтем. У разі наявності відколів палець явно відчував шорсткість. За наявності лупи або мікроскопа відколи визначалися візуально. Однак дотримання запобіжних заходів при складанні або установка досвідченим складальником, замість самостійної установки, виключали механічні пошкодження процесорів з відкритим ядром, таких, як процесори сімейства AMD K7 або Intel Pentium III і Celeron з ядром Coppermine.